# Chrysopodes circumfusus
Chrysopodes circumfusus är en insektsart som först beskrevs av Hermann Burmeister 1839.  Chrysopodes circumfusus ingår i släktet Chrysopodes och familjen guldögonsländor. Inga underarter finns listade i Catalogue of Life.